# Grã-Bretanha nos Jogos Olímpicos de Verão de 1896
Dez atletas do Reino Unido da Grã-Bretanha e Irlanda participaram dos Jogos Olímpicos de Verão de 1896, em Atenas, na Grécia.